# Schaefferia elliptica
Schaefferia elliptica är en benvedsväxtart som beskrevs av Lundell. Schaefferia elliptica ingår i släktet Schaefferia och familjen Celastraceae. Inga underarter finns listade.